# 루카 마리넬리
루카 마리넬리(Luca Marinelli, 1984년 10월 22일 ~ )는 이탈리아의 배우이다. 영화 《마틴 에덴》을 통해 베네치아 영화제 볼피컵 남우주연상을 수상했다.

## 출연 작품
- 올드 가드 - 니키 역